# Araguapaz
Araguapaz, amtlich portugiesisch Município de Araguapaz, ist eine kleine brasilianische Gemeinde im Bundesstaat Goiás. Die Bevölkerung wurde zum 1. Juli 2021 auf 7795 Einwohner geschätzt, die Araguapaenser genannt werden und auf einer Gemeindefläche von rund 2188,1 km² leben.

## Geographie
Sie liegt westnordwestlich der brasilianischen Hauptstadt Brasília und nordwestlich von Goiânia, der Hauptstadt des Bundesstaates, auf einer Höhe von 319 Metern. Das Terrain ist wellig mit einigen Erhebungen im zentral-östlichen Teil.
Umliegende Gemeinden sind Aruanã, Faina und Mozarlândia.

### Vegetation
Das vorherrschende Biom ist brasilianischer Cerrado. An den Flüssen gibt es noch kleine Überreste von Auwäldern.

### Klima
Die Gemeinde hat tropisches Klima, Aw nach der Klimaklassifikation nach Köppen und Geiger. Die Durchschnittstemperatur ist 26,8 °C. Die durchschnittliche Niederschlagsmenge liegt bei 1558 mm im Jahr.

## Geschichte
Das Territorium war ursprüngliches Siedlungsland des indigenen Volkes der Karajá.
Durch das Lei Municipal n.º 366 vom 18. Juni 1963 wurde der Distrito de Cavalo Queimado im Munizip Goiás, heute Goiás Velho, errichtet. Der Name wurde in São Joaquim do Araguaia geändert und am 26. Juni 1968 in Araguapaz. Durch das Lei Estadual n.º 9.179 vom 14. Mai 1982 erhielt Araguapaz die Stadtrechte als selbständiges Munizip und wurde aus der Stadt Goiás ausgegliedert. Die Installation der neuen Gemeinde erfolgte am 1. Februar 1983.

## Kommunalpolitik
Bei der Kommunalwahl 2020 wurde Gabriel Fornieles Moreira, genannt Gabriel do Espanhol, von den Democratas (DEM) für die Amtszeit von 2021 bis 2024 zum Stadtpräfekten (Bürgermeister) gewählt.

## Bevölkerungsentwicklung
| Jahr | Einwohner | Stadt | Land  |
| --- | --------- | ----- | ----- |
| 1991 | 7.372     | 5.097 | 2.275 |
| 2000 | 7.310     | 4.941 | 2.369 |
| 2010 | 7.513     | 5.204 | 2.309 |
| 2021 | 7.795     | ?     | ?     |
| Hier fehlt eine Grafik, die leider im Moment aus technischen Gründen nicht angezeigt werden kann. Wir arbeiten daran! |           |       |       |

Quelle: IBGE (2011)

## Verkehr
In Araguapaz treffen die BR-261 und die GO-164 aufeinander.